# 2019-es Formula–E Monte-Carlo nagydíj
A 2019-es Monte-Carlo nagydíjat május 11-én rendezték. Ez volt a 9. verseny a szezon során. A pole-ból eredetileg Oliver Rowland rajtolhatott volna, de még a franciaországi futam után egy 3 rajthelyes büntetést kapott. Így Jean-Éric Vergne indulhatott az élről és itt szakadt meg egy sorozat, miszerint a kilencedik futamot már nem egy kilencedik győztes nyerte, hanem Vergne, aki a Sanyában rendezett versenyt is meg tudta nyerni.

## Időmérő
A végleges rajtrács:
| Helyezés | Rajtszám | Versenyző              | Csapat                    | Idő    | Különbség |
| -------- | -------- | ---------------------- | ------------------------- | ------ | --------- |
| 1        | 25       | Jean-Éric Vergne       | DS Techeetah              | 50,042 | +0,021    |
| 2        | 94       | Pascal Wehrlein        | Mahindra Racing           | 50,128 | +0,107    |
| 3[1][2]  | 22       | Oliver Rowland         | Nissan e.dams             | 50,021 | –         |
| 4        | 19       | Felipe Massa           | Venturi                   | 50,218 | +0,197    |
| 5        | 23       | Sébastien Buemi        | Nissan e.dams             | 50,234 | +0,213    |
| 6        | 27       | Alexander Sims         | BMW i Andretti Motorsport | 50,351 | –         |
| 7        | 3        | Alex Lynn              | Panasonic Jaguar Racing   | 50,370 | +0,019    |
| 8        | 28       | António Félix da Costa | BMW i Andretti Motorsport | 50,375 | +0,024    |
| 9        | 7        | José María López       | Geox Dragon Racing        | 50,432 | +0,081    |
| 10       | 5        | Stoffel Vandoorne      | HWA Racelab               | 50,451 | +0,100    |
| 11       | 4        | Robin Frijns           | Envision Virgin Racing    | 50,498 | +0,147    |
| 12[3]    | 20       | Mitch Evans            | Panasonic Jaguar Racing   | 50,112 | +0,091    |
| 13       | 11       | Lucas di Grassi        | Audi Sport ABT Schaffler  | 50,502 | +0,151    |
| 14       | 2        | Sam Bird               | Envision Virgin Racing    | 50,526 | +0,175    |
| 15       | 16       | Oliver Turvey          | NIO Formula E Team        | 50,578 | +0,227    |
| 16       | 66       | Daniel Abt             | Audi Sport ABT Schaffler  | 50,602 | +0,251    |
| 17       | 17       | Gary Paffett           | HWA Racelab               | 50,664 | +0,313    |
| 18       | 8        | Tom Dillmann           | NIO Formula E Team        | 50,811 | +0,460    |
| 19[2]    | 64       | Jérôme d'Ambrosio      | Mahindra Racing           | 50,601 | +0,250    |
| 20       | 36       | André Lotterer         | DS Techeetah              | 51,018 | +0,667    |
| 21[2]    | 48       | Edoardo Mortara        | Venturi                   | 50,618 | +0,267    |
| 22[4]    | 6        | Maximilian Günther     | Geox Dragon Racing        | 50.514 | +0,163    |

Megjegyzések:
- ↑ 1:  - Oliver Rowland indult volna az 1. helyről, de 3. rajthelyes büntetést kapott Alexander Sims-szel való ütközésért a párizsi versenyen. Ezért a helyre sorolták vissza, és Jean-Éric Vergne indulhatott a pole-ból.
- ↑ 2:  - Oliver Rowland, Jérôme d'Ambrosio és Edoardo Mortara 3 rajthelyes büntetést kapott az előző párizsi versenyen okozott incidensekért.
- ↑ 3:  - Mitch Evans 10 rajthelyes büntetést kapott, ugyanis elérte a maximális büntetőpont számot.
- ↑ 4:  - Maximilian Günther is 10 rajthelyes büntetést kapott, mert az Első szabadedzés során túl gyorsan hajtott a teljes pályás sárga zászló során.

## Futam

### Futam
| Helyezés   | Rajtszám | Versenyző              | Csapat                    | Kör | Idő/Kiesés oka | Rajthely | Pont |
| ---------- | -------- | ---------------------- | ------------------------- | --- | -------------- | -------- | ---- |
| 1          | 25       | Jean-Éric Vergne       | DS Techeetah              | 51  | 46:05,547      | 1        | 25   |
| 2[c]       | 22       | Oliver Rowland         | Nissan e.dams             | 51  | +0,201         | 3        | 21   |
| 3          | 19       | Felipe Massa           | Venturi                   | 51  | +1,261         | 4        | 15   |
| 4[d]       | 94       | Pascal Wehrlein        | Mahindra Racing           | 51  | +1,439         | 2        | 13   |
| 5          | 23       | Sébastien Buemi        | Nissan e.dams             | 51  | +6,215         | 5        | 10   |
| 6          | 20       | Mitch Evans            | Panasonic Jaguar Racing   | 51  | +16,213        | 12       | 8    |
| 7          | 36       | André Lotterer         | DS Techeetah              | 51  | +16,848        | 20       | 6    |
| 8          | 3        | Alex Lynn              | Panasonic Jaguar Racing   | 51  | +18,112        | 7        | 4    |
| 9          | 5        | Stoffel Vandoorne      | HWA Racelab               | 51  | +18,551        | 10       | 2    |
| 10         | 7        | José María López       | Geox Dragon Racing        | 51  | +18,860        | 9        | 1    |
| 11         | 64       | Jérôme d'Ambrosio      | Mahindra Racing           | 51  | +21,488        | 19       |      |
| 12         | 17       | Gary Paffett           | HWA Racelab               | 51  | +21,853        | 17       |      |
| 13         | 27       | Alexander Sims         | BMW i Andretti Motorsport | 51  | +26,934        | 6        |      |
| 14         | 8        | Tom Dillmann           | NIO Formula E Team        | 51  | +31,861        | 18       |      |
| 15[a]      | 66       | Daniel Abt             | Audi Sport ABT Schaffler  | 51  | +49,400        | 16       |      |
| 16         | 2        | Sam Bird               | Envision Virgin Racing    | 50  | +1 kör         | 14       |      |
| 17         | 4        | Robin Frijns           | Envision Virgin Racing    | 46  | +5 kör         | 11       |      |
| Ki         | 16       | Oliver Turvey          | NIO Formula E Team        | 32  | Ütközés        | 15       |      |
| Ki         | 11       | Lucas di Grassi        | Audi Sport ABT Schaffler  | 31  | Ütközés        | 13       |      |
| Ki         | 48       | Edoardo Mortara        | Venturi                   | 29  | Technika       | 21       |      |
| Ki         | 6        | Maximilian Günther     | Geox Dragon Racing        | 29  | Baleset        | 22       |      |
| Kizárva[b] | 28       | António Félix da Costa | BMW i Andretti Motorsport | 51  | Energia        | 8        |      |

Megjegyzések:
- ↑ a:  - Daniel Abt 33 másodperces büntetést kapott, mert ütközést okozott.
- ↑ b:  - António Félix da Costa eredetileg hatodik lett, de kizárták, mert több mint 200 kW-ot használt fel.
- ↑ c:  -  +3 pont a pole-pozícióért.
- ↑ d:  -  +1 pont a leggyorsabb körért.

## A világbajnokság állása a verseny után
(Teljes táblázat)
| H  | Versenyzők             | Pont | H  | Konstruktőrök            | Pont |
| -- | ---------------------- | ---- | -- | ------------------------ | ---- |
| 1. | Jean-Éric Vergne       | 87   | 1. | DS Techeetah             | 173  |
| 2. | André Lotterer         | 86   | 2. | Envision Virgin Racing   | 135  |
| 3. | Robin Frijns           | 81   | 3. | Audi Sport ABT Schaffler | 129  |
| 4. | António Félix da Costa | 70   | 4. | Mahindra Racing          | 116  |
| 5. | Lucas di Grassi        | 70   | 5. | Nissan e.dams            | 99   |

- Jegyzet: Csak az első 5 helyezett van feltüntetve mindkét táblázatban.